# Lophocalyx moscalevia
Lophocalyx moscalevia är en svampdjursart som beskrevs av Konstantin R. Tabachnick 1988. Lophocalyx moscalevia ingår i släktet Lophocalyx och familjen Rossellidae.
Artens utbredningsområde är havet kring Mikronesien. Inga underarter finns listade i Catalogue of Life.